# Campionat del món de ciclisme en pista de 1897
El Campionat Mundial de Ciclisme en Pista de 1897 es va celebrar a Glasgow (Escòcia) del 30 de juliol al 2 d'agost de 1897. La competició es van realitzar al Celtic Park de Glasgow. En total es va competir en 4 disciplines, 2 de professionals i 2 d'amateurs.

## Resultats

### Professional
| Prova                | Or                               | Argent                             | Bronze                      |
| Velocitat individual | Willy Arend · Imperi Alemany     | Charles F. Barden · Regne Unit     | Paul Masson · França        |
| Darrere moto         | Jack William Stocks · Regne Unit | Arthur Adalbert Chase · Regne Unit | Fred Armstrong · Regne Unit |

#### Amateur
| Prova                | Or                          | Argent                     | Bronze                               |
| Velocitat individual | Edwin Schraeder · Dinamarca | W. P. Fawcett · Regne Unit | Harry Reynolds Irlanda               |
| Darrere moto         | Edward Gould · Regne Unit   | Emile Ouzon · França       | Anders Rasmussen Tjæreby · Dinamarca |

## Medaller
| Pos. | País           | Or | Plata | Bronze | Total |
| 1    | Regne Unit     | 2  | 3     | 1      | 6     |
| 2    | Dinamarca      | 1  | 0     | 1      | 2     |
| 3    | Imperi Alemany | 1  | 0     | 0      | 1     |
| 4    | França         | 0  | 1     | 1      | 2     |
| 5    | Irlanda        | 0  | 0     | 1      | 1     |